# Grande Semaine d'aviation de la Champagne
La Grande Semaine d'aviation de la Champagne  était un rendez-vous international aérien qui eut lieu la première fois en août 1909 dans la commune de Bétheny au nord de Reims, qui sera plus tard la B.A. 112. Le premier rendez-vous international aérien avait eu lieu en juillet au champ d'aviation de la Brayelle près de Douai.
Seulement quelques années après les premiers vols de pionniers de l'aviation, la Grande Semaine d'aviation a montré la suprématie du plus lourd que l'air par rapport aux dirigeables et la vitalité de l'aviation naissante en France. Sur les vingt-cinq appareils présentés, vingt et un sont de conception française, alors qu’en Grande-Bretagne, en Allemagne, en Italie, en Russie et au Japon aucun aéroplane de construction nationale n’a encore volé. Au soir du 29 août 1909, excepté Glenn Curtiss qui a remporté les deux épreuves de vitesse, tous les records sont détenus par des aéroplanes et des pilotes français. Les moteurs français ont brillé.

## Organisation
Le marquis Melchior de Polignac en est l'organisateur en 1909 et 1910. Une succursale du Comité d'Aviation de la Champagne était installée place Royale et un mat donnait les conditions de course. 
Pour ce qui était de la construction, elle avait été confiée à Delatouche, architecte, et Monier comme entrepreneur ; l'Union photographique rémoise avait installé des chambres noires de développement, les Postes, télégraphes et téléphones du bureau de Bétheny avaient installé des cabines téléphoniques dont plusieurs étaient réservées aux reporters, une édition spéciale d'un timbre avait été imprimée. Des pylônes de signalisation utilisant la symbolique marine étaient utilisés autant pour les délimitations du terrain, que pour mesurer les records et donner les conditions de vol. Des tribunes pour les personnalités, une pergola pour les repas, 168 loges louées entre 250 et 1 000 F pour la semaine, un parc pour les automobiles et des hangars pour protéger les avions. 
Une palissade entourait la totalité du circuit et le service d'ordre, en plus des gendarmes, était assuré par les 16e et 22e dragons sous le commandement du général Gallet, du 132e de ligne le tout commandé par le chef de la place de Reims le général Valabrègue. Deux antennes médicales assuraient le relais l'une tenue par l'Union des femmes de France.
Pour véhiculer les visiteurs, 186 trains supplémentaires entre Reims et Le Fresnay ont été affrétés par la Compagnie de l'est pour le dernier jour.
Le temps n'a pas été très clément, vent soufflant à plus de 10 m/s, beaucoup de pluie qui avait laissé le terrain très boueux et les roues des avions n'y trouvaient pas l'assise requise, ceux partant d'un rail comme les Wrights étaient légèrement aidés. Il y avait aussi des dirigeables, concourant pour le prix  mais aussi prenant des photographies, le colonel-Renard, le Zodiac III.

## Personnalités

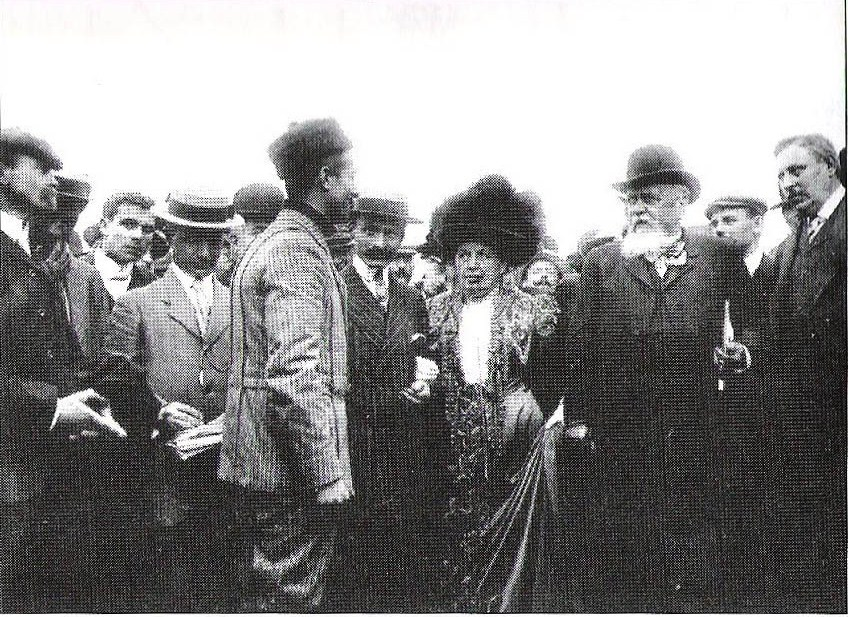
De gauche à droite, Louis Paulhan, son épouse au bras du marquis de Polignac et le président de la République Armand Fallières.

Outre les 38 inscrits, tous ne voleront pas, le Président de la République Armand Fallières est venu avec son épouse Jeanne, le président du Conseil Aristide Briand, le ministre de la guerre Brun promoteur de l'aéronautique et son collègue John French, inspecteur général de l'Armée anglaise. Mais aussi Henry Deutsch de la Meurthe, Jules Gastambie, Léon Levavasseur, le prince Albert Ier de Belgique ont visité cette réunion internationale. Pour les U.S.A, l'ambassadeur Henry White accompagnant Eleanor Roosevelt ont pu assister à la victoire de Glenn Curtiss.

## Concours

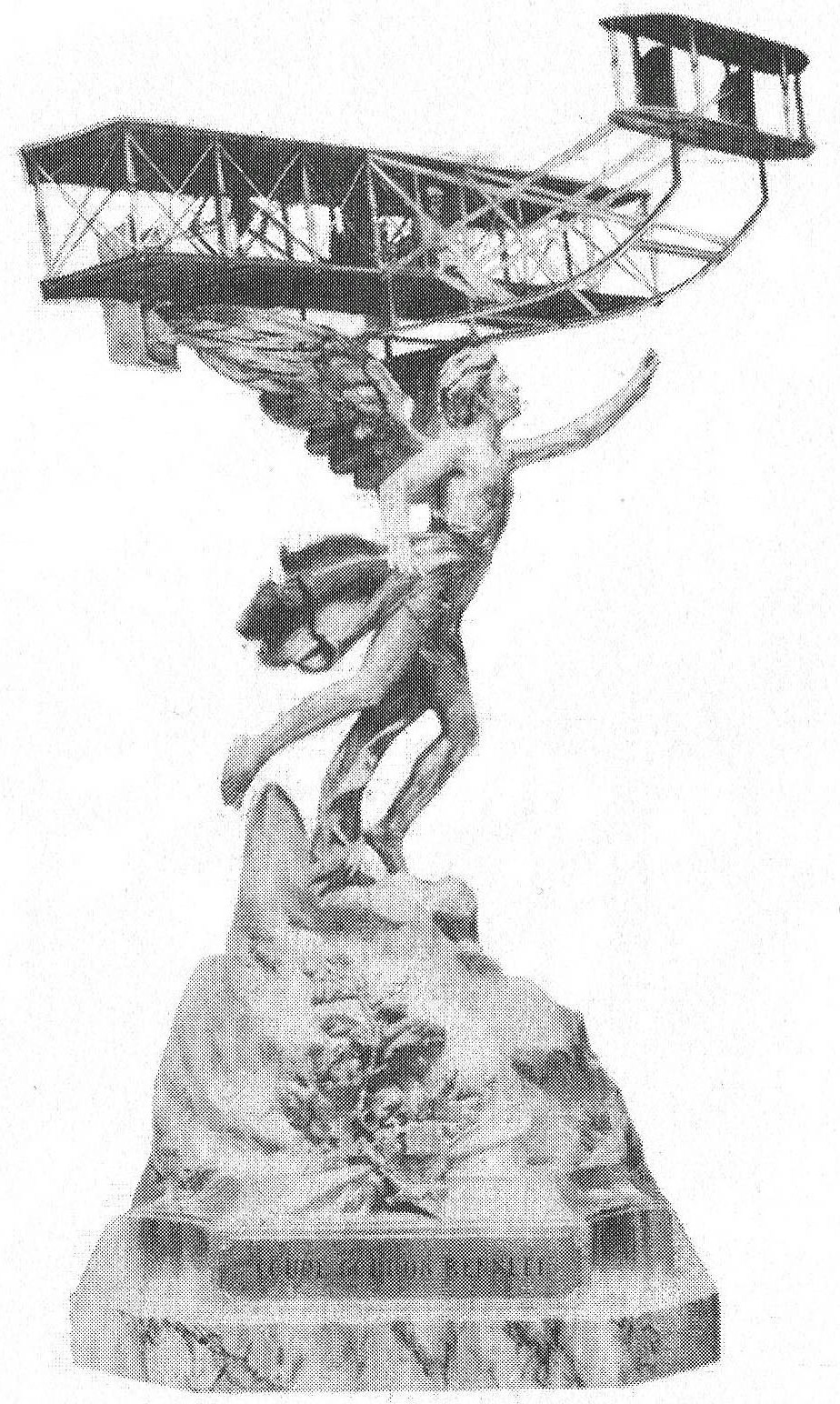
La coupe Gordon-Bennett.

Un grand nombre de prix étaient prévus pour un total de 200 000 F pour l'ensemble, ils étaient répartis : 
- Grand prix de la Champagne et de la ville de Reims, une épreuve de distance sans ravitaillement, remportée par Henri Farman avec 180 km suivi de Latham avec 154 km en 2h18  et de Paulhan et ses 131 km en 2h43.
- Prix de la vitesse 50 000 F offert par Monopole Heidsieck et Louis Roederer, remporté par Curtiss suivi de Latham.
- Prix de l'altitude 10 000 F offert par Moët et Chandon, Latham et ses 155 m suivi de Henri Farman avec 110 m et de Paulhan et ses 40 m.
- Prix des passagers 10 000 F offert par madame veuve Clicquot Ponsardin, vainqueur Farman sur 10 km.
- Prix du tour de piste 10 000 F offert par Pommery & Greno, remporté par Blériot suivi de Curtis.
- Prix des aéronats 10 000 F offert par G.H. Mumm.
- Coupe internationale Gordon-Bennett, un objet d'art de 12 500 F détenu par le club vainqueur ainsi qu'un prix de 25 000 F au pilote vainqueur. Curtiss finit premier et Blériot deuxième.
- Prix des mécaniciens où chaque aviateur reçoit 5 F par kilomètre parcouru pour ses mécaniciens, Bruno-Varilla avec 80 km l'a remporté.
- Prix des ballons sphériques  de 5 000 F remporté par Astra.
- Prix Michel Ephrussi  de 10 000 F remporté par Alfred Leblanc.
- Prix des cerfs volants montés de 7 000 F, quarante deux minutes à 110 mètres de hauteur[2]

## Participants
Les engagements se prenaient au 8 rue Bertin, siège du Comité d'aviation de la Champagne qui vont ici servir comme référence.
Le marquis de Polignac comme organisateur et Paul Rousseau comme commissaire sportif.

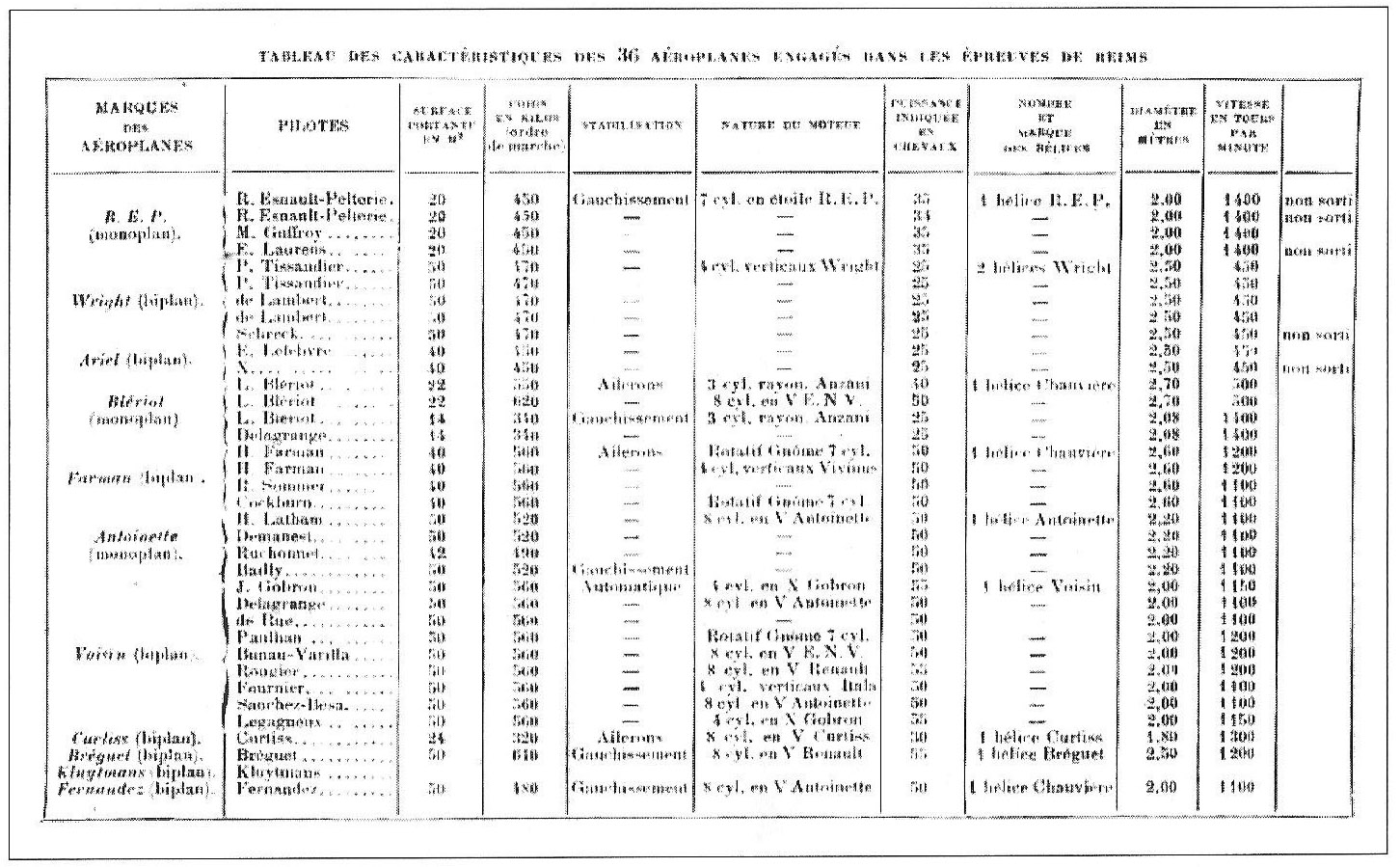
Les concurrents, les avions et leurs caractéristiques in La Revue aérienne.

- no 1  Monoplan REP piloté par Robert Esnault-Pelterie mais ne sort pas.
- no 2 Monoplan REP piloté par F. Laurens ;
- no 3 et 10 Monoplan REP piloté par M. Guffroy ;
- no 4 et 26 biplan Wright piloté par Paul Tissandier ;
- no 5 Biplan Voisin piloté par Jean Gobron ;
- no 6 Biplan Sommer piloté par Roger Sommer ;
- no 7 biplan Wright	piloté par le comte de Lambert ;
- no 8 et 9 biplan Curtiss piloté par Glenn Curtiss ;

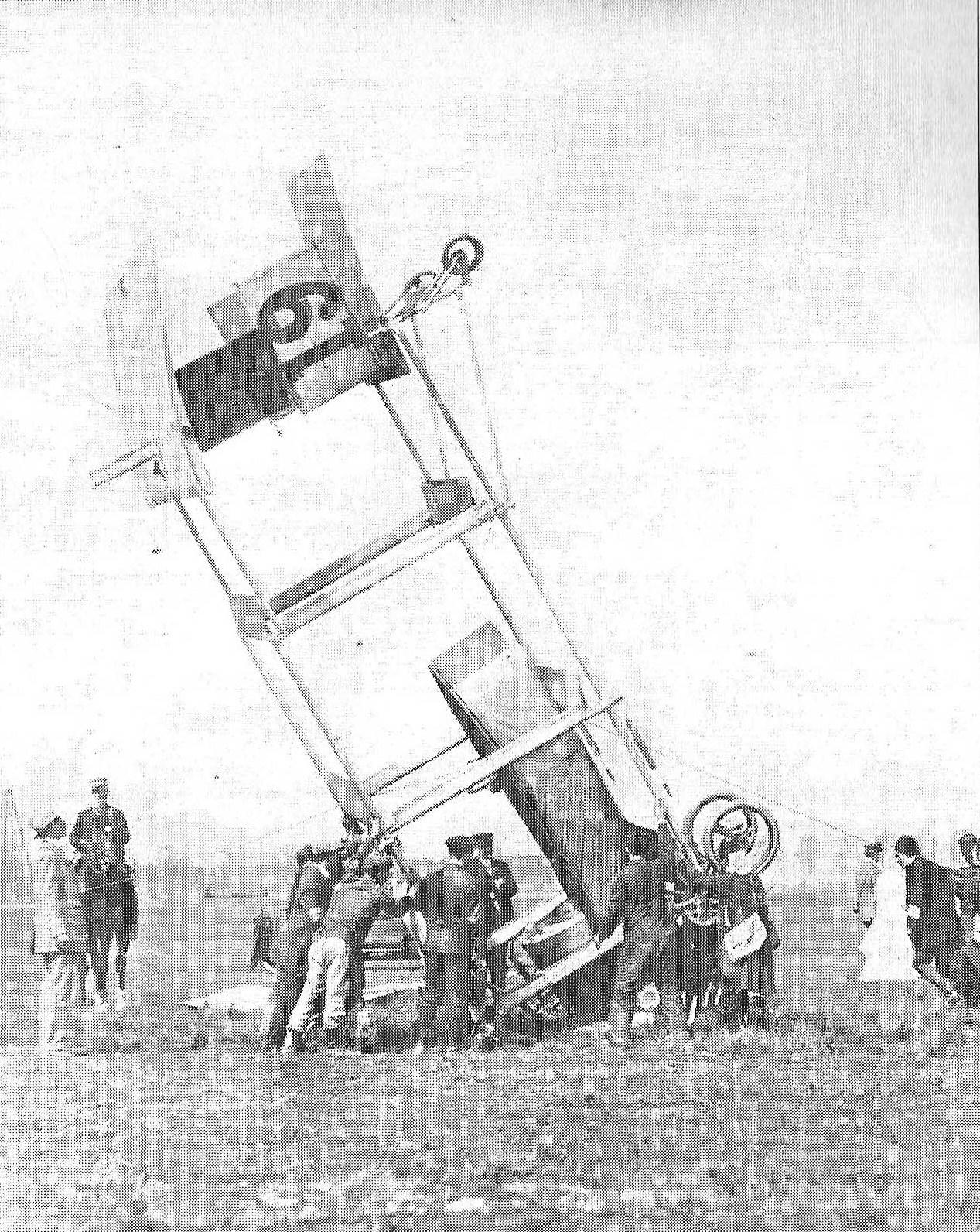
Le 29 août, accident du Bréguet no 19 publiée in La Revue aérienne.

- no 11, 13 et 29 monoplan Antoinette	piloté par Hubert Latham ;

- no 12 monoplan Antoinette piloté par René Demanest ;
- no 14 monoplan A piloté par Alberto Santos-Dumont ;
- no 15 biplan Wright Blériot piloté par Paul Tissandier ;
- no 16 monoplan Blériot	piloté par Léon Delagrange ;
- no 17 monoplan Voisin piloté par De Rue ;
- no 18 biplan piloté par Jan Kluytmans[3] ;
- no 19 biplan piloté par Louis Breguet
- no 20 biplan Voisin piloté par Louis Paulhan ;
- no 21 monoplan Blériot piloté Louis Blériot ;
- no 22 et 23 monoplans Blériot piloté par Alfred Leblanc ;
- no 25 biplan Wright piloté par Eugène Lefebvre ;
- no 27 biplan Voisin piloté par Étienne Bunau-Varilla ;
- no 28 biplan Voisin piloté par Henri Rougier ;

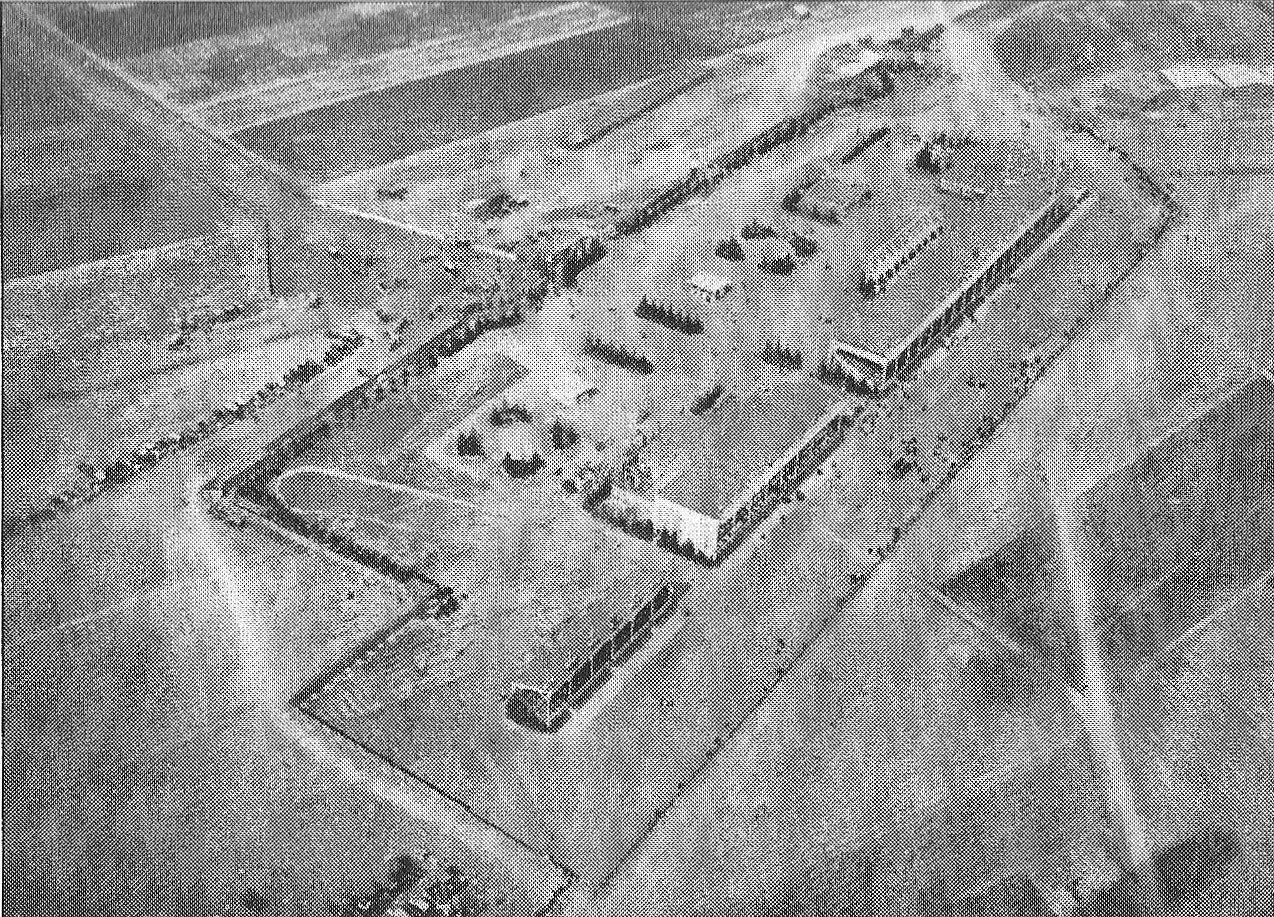
Les tribunes vues du ciel.

- no 30 biplan Farman piloté par Henri Farman ;

- no 31  biplan Farman piloté par Roger Sommer ;
- no 32 biplan Farman piloté par George Bertram Cockburn Écossais ;
- no 33 biplan Voisin piloté par Henri Fournier ;
- no 34 biplan Wright piloté par Louis Schreck ;
- no 35 biplan Fernandez	piloté par Antonio Fernandez ;
- no 36 biplan Wright piloté par le comte de Lambert ;
- no 37 biplan Voisin piloté par José Luis Sanchez Besa, Chilien ;
- no 38 biplan Voisin piloté par Georges Legagneux.
- Monoplan Antoinette piloté par Ruchonnet[4]
- Monoplan Antoinette piloté par Demanest
- Monoplan Antoinette piloté par Bailly

## Seconde Grande semaine d’aviation de la Champagne - 1910

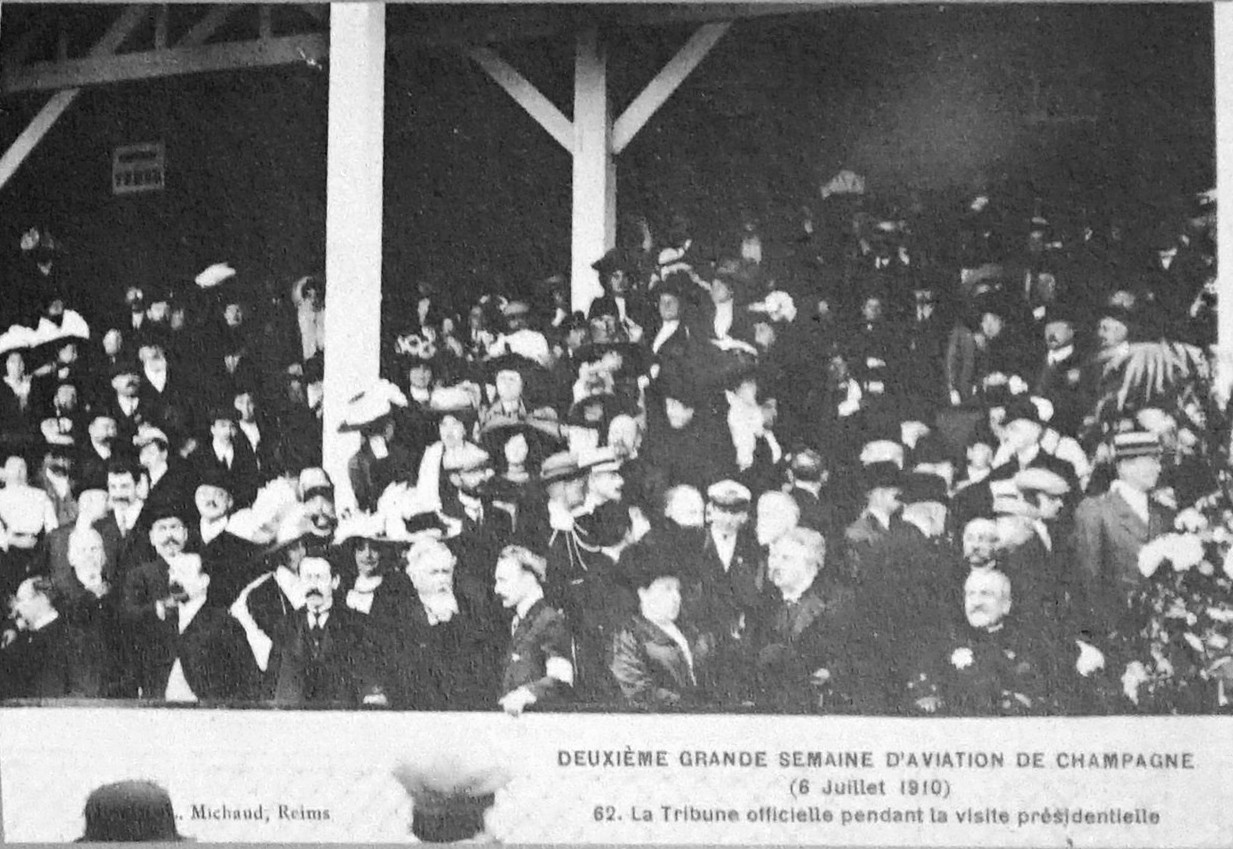
Le président Fallières et le gouvernement Briand en tribune.

L'année suivante, une nouvelle manifestation fut organisée. Elle eut lieu du 3 au 10 juillet. 
Elle l'est sous le haut patronage du Gouvernement Aristide Briand (1), la mettant ainsi au plus haut dans l'intérêt public.

### Accidents

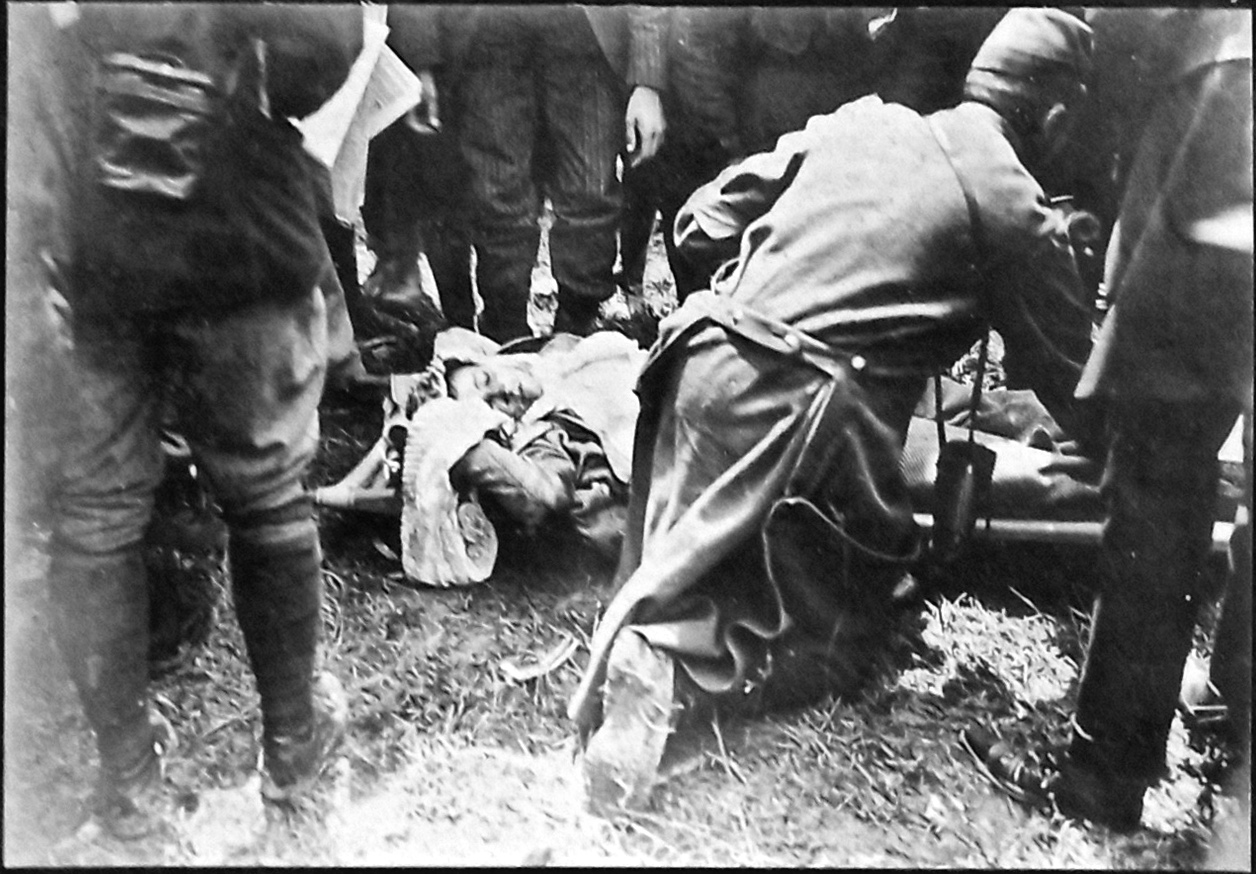
Prise en charge de la baronne.

Dès le premier jour, un accident eut lieu en vol qui finit par être mortel au pilote Charles Wachter, le lendemain sept aéroplanes furent abimés sans atteindre des dégâts non réparables. Le 8 juillet, la baronne Raymonde de Laroche fut aussi victime d'un accident qui la laissait avec plusieurs fractures du bras et de la jambe gauche. Des enquêtes de police ont été ouvertes pour déterminer les causes de ces accidents avec blessés.

### Les prix
Avaient été créés :

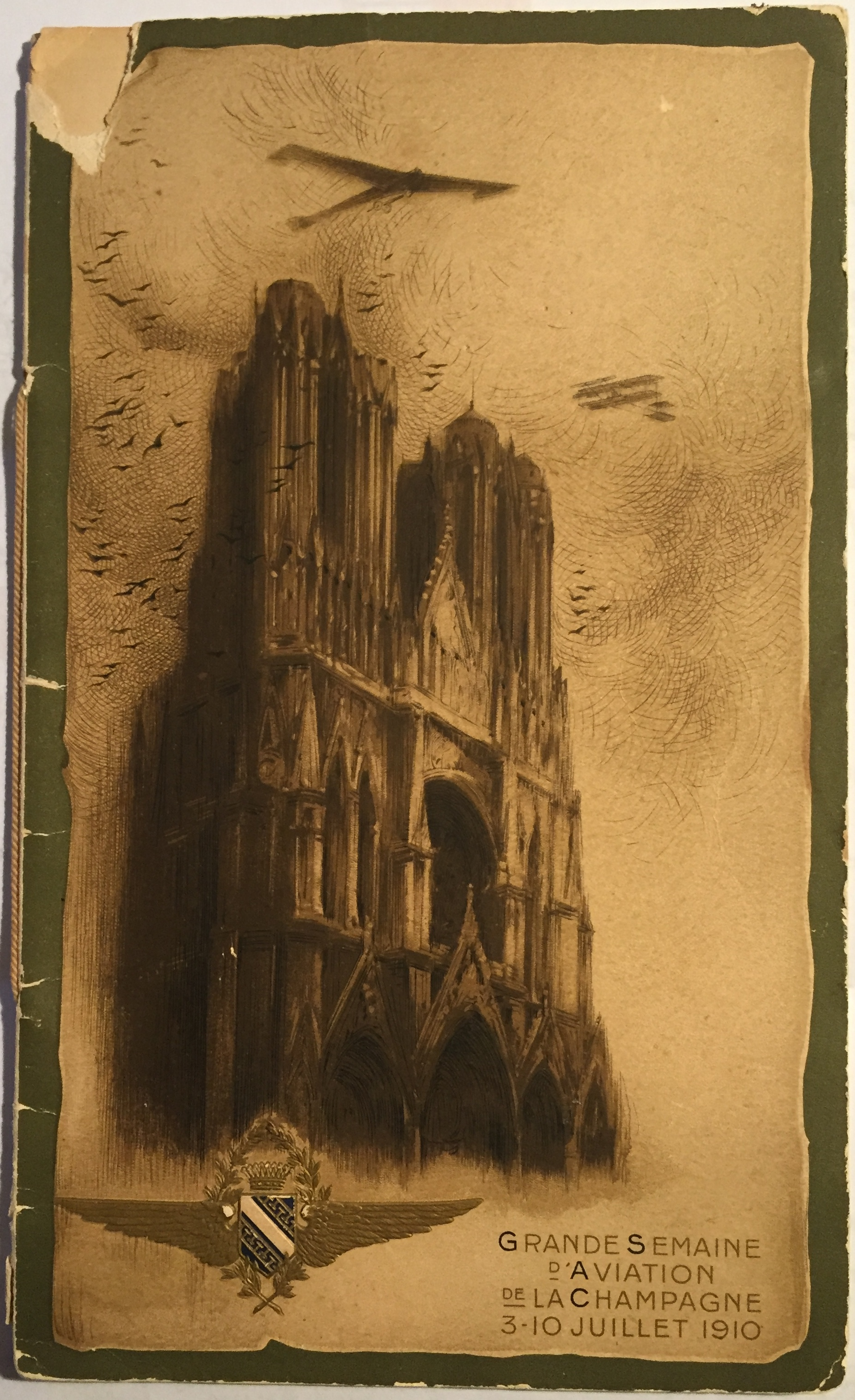
Le programme, listes des épreuves, des participants, des appareils...

Prix de la distance sur un vol sans escale : 
- no 1 René Labouchère parcourant 340 km en 4 h 37 min
- no 2 Jan Olieslagers parcourant 225 km en 2 h 55 min
- no 3 Tétard parcourant 185 km et
- no 4 Bartolomeo Cattaneo parcourant 180 km.

Prix de la  hauteur :
- no 1 Latham à 1 384 m 10 000 f
- no 2 Chávez 1 150 m 5 000 f .

Prix de la Totalisation des distances parcourues : 
- no 1 Jan Olieslagers  avec 1 693 km en 19 h 11 min 45 s gagnant 15 000 f
- no 2 Weymann avec 1 254 km gagnant 8 000 f
- no 3 Fischer avec 1 160 km gagnant 4 000 f
- no 4 René Labouchère avec 1 154 km gagnant 3 000 f
- no 5 Latham avec 926 km
- no 6 Legangeux avec 875 km
- no 7 Thomas avec 8 650 km
- no 8 Kinet avec 677 km
- no 9 Cattaneo avec 595 km
- no 10 Lindpaintner avec 539 km parcourus.

un prix de distance sur un vol ; 
un Grand prix de Champagne de 50 000 f :
- no 1 Antoinette avec 2 601 km parcouru
- no 2 Blériot avec 2 303 km parcouru
- no 3 Farman avec 1 902 km parcouru
- no 4 Sommer avec 1 269 km parcouru

un prix des constructeurs ; 

Prix des Dames de 5 000 f remportée par la baronne de Laroche
un prix des dirigeables ; un prix des passagers ; un prix des cerfs-volants ; un prix totalisation des hauteurs ; un prix de vitesse ; un prix des officiers ; un prix des dirigeables ; un prix Michel Ephrusis ; un prix des mécaniciens et aussi 
éliminatoire de la coupe Gordon Bennett :
- no 1 LeBlanc ayant parcouru 100 km en 1 h 19 min
- no 2 Latham ayant parcouru 100 km en 1 h 24 min
- no 3 Labouchère ayant parcouru 100 km en 1 h 25 min

### Concurrents
Pour les cerfs-volantslieutenant Basset, capitaine Madiot.
Pour les aéroplanes
| Participant,                      | Engin                                  | Motorisation                                                                   |
| --------------------------------- | -------------------------------------- | ------------------------------------------------------------------------------ |
| no 1 W. de Mumm                   | sur Antoinette                         | Antoinette 50 ch, 8 cylindres                                                  |
| no 2 W. de Mumm                   | sur Antoinette                         | E.N.V. 60 ch, 8 cylindres                                                      |
| no 3 Léon Bathiat                 | sur Farman                             | Gnome, 50 ch, 7 cylindres                                                      |
| no 4 Étienne Bunau-Varilla        | sur Voisin                             | Picker 70 ch, 4 cylindres                                                      |
| no 6 Michel Efimoff               | sur Voisin                             | Gnome 50 ch, 7 cylindres                                                       |
| no 7 Roger Sommer                 | sur biplan Sommer                      | Gnome 50 ch, 7 cylindres                                                       |
| no 8 Léon Verstraeten             | sur biplan Sommer                      |                                                                                |
| no 9 Bouvier                      | sur Breguet                            | Gnome 50 ch, 7 cylindres                                                       |
| no 10 Charles Van Den Born        | sur Goupy                              |                                                                                |
| no 11 Joseph Christiaens          | sur Goupy                              | E.N.V. 60 ch, 8 cylindres                                                      |
| no 13 Fischer                     | sur Farman                             | Gnôme 7 cylindres de 50 ch, magnéto Bosch, hélice Chauvière                    |
| no 14 Louis Blériot               | sur Blériot                            | Gnome 50 ch, 7 cylindres                                                       |
| no 15 Jacques de Lesseps          | sur monoplan Blériot                   |                                                                                |
| no 16 Roger Sommer                | sur triplan Astra                      |                                                                                |
| no 18 René Gasnier                | sur biplan Wright                      |                                                                                |
| no 19 Jean Dufour                 | sur biplan Voisin                      |                                                                                |
| no 20 Henri Péquet                | sur Sanchez Besa                       |                                                                                |
| no 21 Henri Péquet                | sur Sanchez-Besa                       | E.N.V. 8 cylindres de 60 ch                                                    |
| no 22 à 22 Henri Péquet           | sur Sanchez-Besa                       | E.N.V. 8 cylindres de 60 ch                                                    |
| no 23 Nicolas Kinet               | sur biplan Farman                      | Gnome 50 ch, 7 cylindres                                                       |
| no 24 Frantz                      | sur Savary                             | Gnome 50 ch, 7 cylindres                                                       |
| no 26 Marcel Hanriot              | sur Blériot                            | Clerget, 50 ch, 4 cylindres                                                    |
| no 27 Robert Martinet             | sur Martinet                           | Gnome 50 ch, 7 cylindres                                                       |
| no 29 Latham                      | sur monoplan Antoinette                | Antoinette, magnéto Bosch, hélice Normale                                      |
| no 30 René Labouchère             | sur Deperdussin                        | Antoinette, magnéto Bosch, hélice Normale                                      |
| no 31 René Thomas                 | sur monoplan Antoinette                | Antoinette 8 cylindres de 50 ch                                                |
| no 32 Charles Wachter             | sur monoplan Antoinette                | Antoinette 8 cylindres de 50 ch                                                |
| no 33 Émile Dubonnet              | Monoplan Tellier                       | Panhard 4 cylindres de 35 ch                                                   |
| no 34 André Crochon               | sur biplan Sommer                      | Gnome 7 cylindres de 50 ch                                                     |
| no 35 Émile Ladougne              | sur biplan Goupy                       | Gnome 7 cylindres de 50 ch                                                     |
| no 36&37 Alfred LeBlanc           | sur monoplan Blériot                   | Gnome 7 cylindres de 50 ch                                                     |
| no 38 Jean Bielovucic             | sur biplan Sanchez Besa                | E.N.V 8 cylindres de 60 ch                                                     |
| no 39 Alphonse de Ridder          | sur biplan Voisin                      | E.N.V 8 cylindres de 60 ch                                                     |
| no 40 Henri Brégi                 | sur biplan Voisin                      | E.N.V 8 cylindres de 60 ch                                                     |
| no 41 René Métrot                 | sur biplan Voisin                      | E.N.V 8 cylindres de 60 ch                                                     |
| no 42 Léon Cheuret                | sur biplan Farman                      | E.N.V. 60 ch, 8 cylindres                                                      |
| no 43 Georges Legagneux           | sur biplan Sommer                      | Gnome 7 cylindres de 50 ch                                                     |
| no 44 lieutenant Félix Camerman   | sur biplan Savary                      | E.N.V 8 cylindres de 60 ch                                                     |
| no 45 André Frey                  | sur biplan Savary                      | Gnome 7 cylindres de 50 ch                                                     |
| no 46 Émile Bruneau de Laborie    | sur biplan Savary                      | E.N.V 8 cylindres de 60 ch                                                     |
| no 47 Lindpaintner                | sur biplan Sommer                      | Gnome 7 cylindres de 50 ch                                                     |
| no 48 Édouard Nieuport            | sur Société générale d'aéro-locomotion | 2 cylindres de 24 ch                                                           |
| no 49 Marthe Niel                 | sur Société générale d'aéro-locomotion | 2 cylindres de 24 ch                                                           |
| no 50 Noguès                      | sur Société générale d'aéro-locomotion | 2 cylindres de 24 ch                                                           |
| no 51 Léon Morane                 | sur monoplan Blériot                   | E.N.V 8 cylindres de 60 ch                                                     |
| no 52 Léon Morane                 | sur monoplan Blériot                   | Gnône 100 HP                                                                   |
| no 53 Aubrun                      | sur monoplan Blériot                   | E.N.V 8 cylindres de 60 ch                                                     |
| no 54 Bartolomeo Cattaneo         | sur monoplan Blériot                   | E.N.V 8 cylindres de 60 ch                                                     |
| no 55 Mamet                       | sur monoplan Blériot                   | E.N.V 8 cylindres de 60 ch                                                     |
| no 56 Jan Olieslagers             | sur monoplan Blériot                   | Gnome 7 cylindres de 50 ch, magnéto Bosch, hélice Chauvière, toile Continental |
| no 57 Jean Daillens               | sur biplan Sommer                      | E.N.V 8 cylindres de 60 ch                                                     |
| no 58 Charles Weymann             | sur biplan Farman                      | Gnome 7 cylindres de 50 ch, magnéto Bosch, hélice Chauvière, toile Continental |
| no 59 baronne Raymonde de Laroche | sur biplan Voisin                      | E.N.V 8 cylindres de 60 ch                                                     |
| no 60 Alfred Frey                 | sur biplan Farman                      | Gnome 7 cylindres de 50 ch                                                     |
| no 61 de Petrowsky                | sur biplan Sommer                      | Gnome 7 cylindres de 50 ch                                                     |
| no 62 Maurice Colliex             | sur biplan Voisin                      | E.N.V 8 cylindres de 60 ch                                                     |
| no 63 Alfred de Pischof           | sur monoplan Wener                     |                                                                                |
| no 64 & 65 Eugen Wiencziers       | sur monoplan Albatros                  | Gnome 7 cylindres de 50 ch                                                     |
| no 66 & 67 Fernand Delétang       | sur monoplan Hanriot                   | Clerget 4 cylindres de 50 ch                                                   |
| no 68 Roland Tétard               | sur biplan Farman                      | Gnome 7 cylindres de 50 ch                                                     |
| no 69 Henri Jullerot              | sur monoplan Werner                    | 60ch                                                                           |
| no 70 Géo Chavez                  | sur biplan Farman                      | Gnome 7 cylindres de 50 ch                                                     |
| no 71 Ferdinand de Baeder         |                                        |                                                                                |
| no 72 Louis Noël                  | sur monoplan Blériot                   |                                                                                |
| no 73 capitaine Albert Étévé      | sur biplan Wright                      | Wright 4 cylindres de 36 ch                                                    |
| no 74 lieutenant Paul Acquaviva   | sur monoplan Blériot                   | Gnome 7 cylindres de 50 ch                                                     |
| no 75 lieutenant Albert Féquant   | sur biplan Farman                      | Gnome 7 cylindres de 50 ch                                                     |

## Trophée d'Aviation Gordon Benett
La coupe Gordon-Bennett, disputée en 1910 aux États-Unis, en 1911 en Grande Bretagne puis en 1912 aux États-Unis est revenue en France en 1913.
La coupe fut remportée par le Rémois Maurice Prévost qui avait atteint 203 kilomètres à l'heure sur un avion Deperdussin.

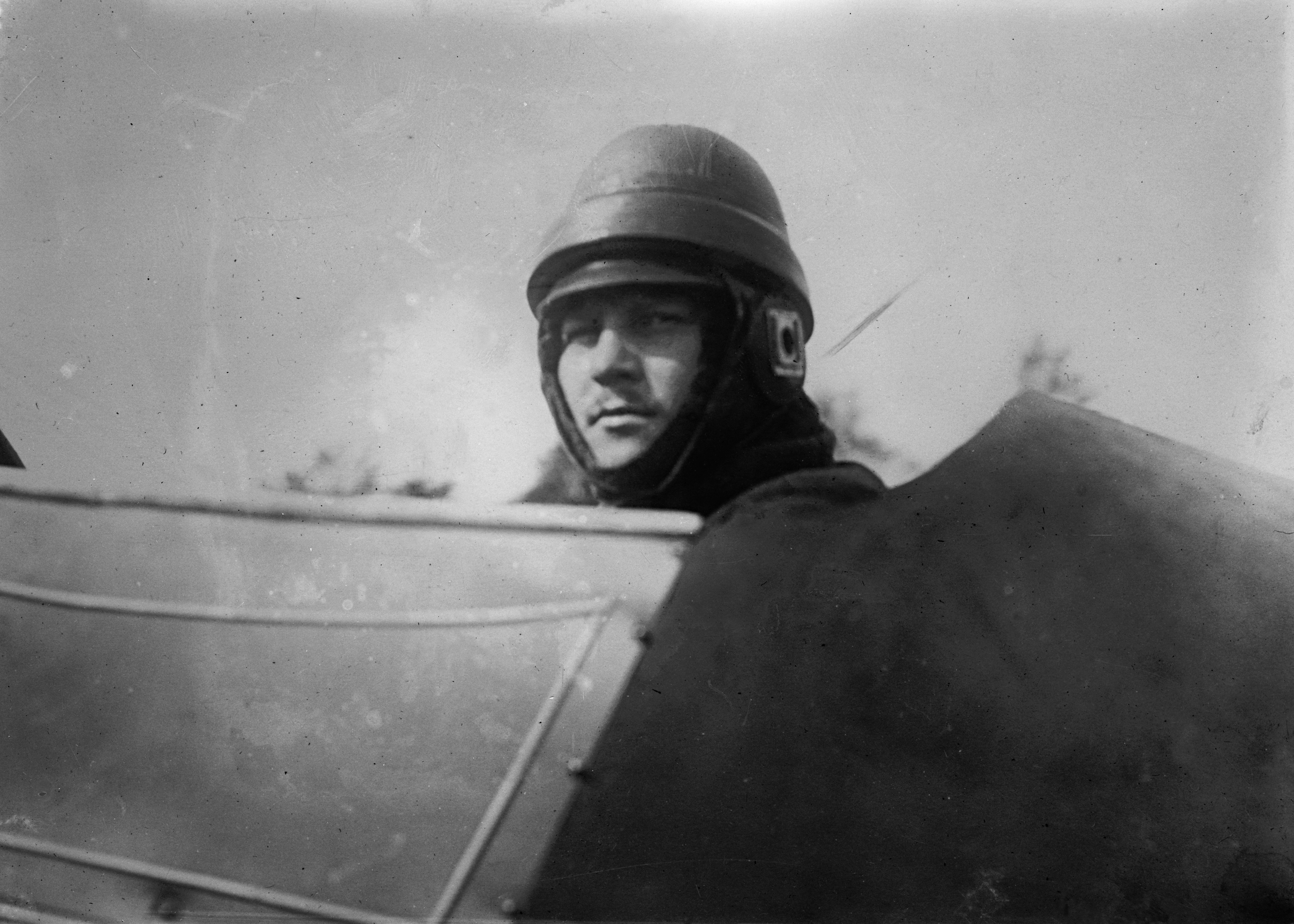
Maurice Prévost.
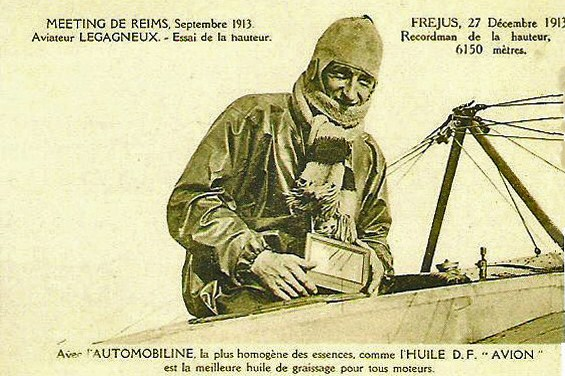
Georges Legagneux pilotant son avion.
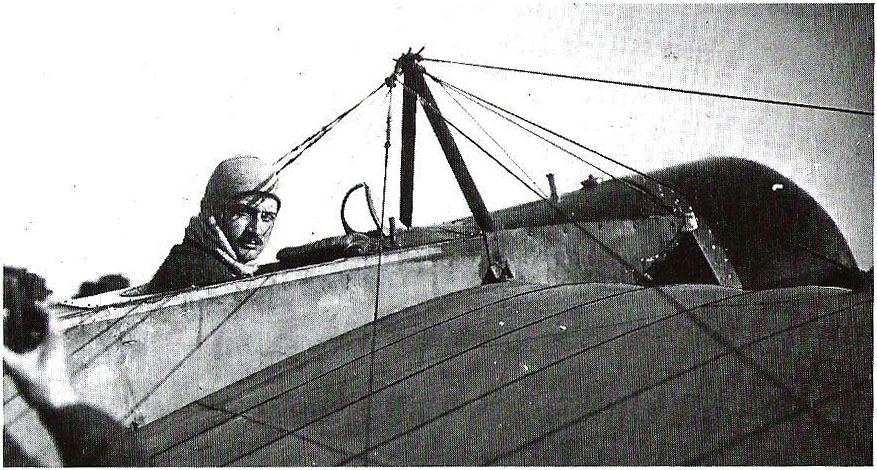
Le pilote Roland Garros.
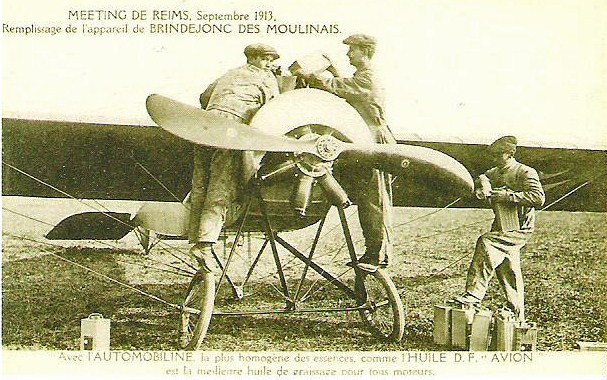
Marcel Brindejonc des Moulinais.